# Absoluut gehoor
Een absoluut gehoor (soms ook perfect gehoor genoemd, wat niet helemaal hetzelfde is) is het vermogen van een luisteraar om tonen muzikaal te benoemen zonder eerst een referentietoon te hebben gehoord. Mensen die niet of nauwelijks met muziek in enigerlei vorm in aanraking komen, hebben zelden een absoluut gehoor. Maar ook bij muzikale luisteraars komt een absoluut gehoor slechts voor bij een kleine minderheid en is er variatie wat nauwkeurigheid en toepassingsgebied betreft.

## Vaardigheden
Een aantal vaardigheden die mensen met een absoluut gehoor bezitten:
- Aangeven of een toon vals is ten opzichte van de standaard, zonder eerst die standaard gehoord te hebben.
- De hoogte van een toon kunnen benoemen (bijvoorbeeld wanneer een toon van 440 Hz wordt gespeeld, kunnen horen dat het een a1 is).
- De toonsoort kunnen noemen van een muziekstuk.
- De tonen van een gespeeld akkoord kunnen noemen of aangeven welk akkoord het is.
- Een toon kunnen zingen zonder een referentietoon te horen.
- Tonen in het dagelijks leven kunnen benoemen, zoals van een autotoeter of schoolbel.

Absoluut gehoor gaat hand in hand met relatief gehoor. Een groot verschil tussen deze twee is dat je bij een relatief gehoor wel afhankelijk bent van een referentietoon. Veel musici hebben een relatief gehoor, omdat het relatieve gehoor wel te trainen is. Dit wordt gedaan door middel van solfègeoefeningen, die er onder andere uit bestaan dat de leerling in staat is intervallen te onderscheiden en akkoorden te benoemen na een referentietoon te krijgen. Deze training van het relatief gehoor kan er bijvoorbeeld in resulteren dat een relatief absoluut gehoor ontstaat. Een persoon hiermee kan door training bijvoorbeeld de a1 440 Hz herkennen, en leidt van daaruit middels relatieve intervallen de waargenomen tonen af.

## Factoren die het absoluut gehoor beïnvloeden
Onderzocht is of de mate van absoluut gehoor gerelateerd kan worden aan het instrument dat de klank voortbrengt. Hieruit volgde dat bijvoorbeeld violisten makkelijker hun eigen a1 op de viool herkennen, en dat deze zelfde violist vaak moeite heeft met dezelfde a1 op een ander instrument. Ook bleek dat sinustonen zeer moeilijk herkenbaar zijn, vanwege het ontbreken van de instrumentspecifieke timbre-context.
Volgens sommigen komt een absoluut gehoor vaker voor bij sprekers van een toontaal.

## Soorten absoluut gehoor
Volgens musicoloog Richard Parncutt en cognitief psycholoog Daniel Levitin kun je absoluut gehoor onderscheiden in twee vormen:
1. Passief absoluut gehoor: hierbij kunnen personen tonen herkennen en benoemen, een toonsoort herkennen, complexe akkoorden herkennen en ontleden. Meestal lukt het niet om een gegeven toon te zingen.
2. Actief absoluut gehoor: personen met een actief absoluut gehoor kunnen wel een gegeven toon zingen. Deze personen zijn niet per se musici. Vaak is wel muzikale kennis nodig, omdat je daardoor die vaardigheden in de muzikale context kunt plaatsen.

## Mogelijke negatieve effecten
Het kan voorkomen dat een absoluut gehoor negatieve effecten heeft, zoals bij het horen van valse klanken. Ook transponeren kan een probleem zijn, vooral als dat van buitenaf wordt opgelegd. Denk hierbij aan een piano die over het hele gebied een halve toon lager is gestemd: een pianist met een absoluut gehoor hoort niet de tonen die hij speelt en zal in de war raken. Kleiner dan een halve toon komt ook voor, bijvoorbeeld wanneer een heel orkest niet in concert pitch (440 Hz) gestemd is, maar daar net van afwijkt, bijvoorbeeld 442 Hz.
Ook is het beluisteren van muziek in afwijkende stemming voor mensen met een absoluut gehoor een probleem. Zo zal iemand die een stuk in G groot kent, en het hoort in Ges moeite hebben het stuk normaal te beluisteren, doordat door de afwijkende stemming de verhoudingen anders worden waargenomen. Dit speelt vaak bij uitvoeringen van barokmuziek, of koorwerken, waarin nog weleens met afwijkende stemmingen wordt gemusiceerd.
Soms kan het leiden tot onbegrip - "Waarom ben ik de enige die dit hoort?!" Maar veelal biedt het absoluut gehoor behoorlijk wat hulp bij de muzikale ontwikkeling.
Een mogelijke hinder is, wanneer iemand een "ingebouwde" referentietoon heeft die bijvoorbeeld een halve toon lager klinkt zoals de baroktonaliteit, hij dezelfde muziek gespeeld op modern gestemde instrumenten in een verkeerde toonaard zal horen, waardoor hij dus inderdaad in de war geraakt. Het kan zelfs een probleem worden wanneer die persoon een fretloos snaarinstrument bespeelt en dus constant op de juistheid van zijn spel moet letten: de mogelijkheid is reëel dat hij op een bepaald moment onder de toon speelt, totdat er een open snaar gebruikt wordt en hij de verglijding (uiteraard van slechts enkele komma's) opmerkt.
Tevens kan het voorkomen dat iemand met een absoluut gehoor een transponerend instrument leert spelen. Stel dat dit een bes-trompet is. In dit geval wordt deze persoon aangeleerd dat de toon die als c wordt genoteerd in werkelijkheid een bes is. Indien bij de solfège (die in c wordt afgenomen) gevraagd wordt om een toon te herkennen, zal deze altijd een toon te hoog zitten en dus ofwel zijn gehoor moeten aanpassen (wat uiteraard veel tijd kost en wellicht nooit geheel lukt) of altijd moeten transponeren.

## Aanleg of aanleren?
Over het ontstaan van het absoluut gehoor tast men nog in het duister. Experimenten hebben aangetoond dat een absoluut gehoor op een bepaalde jonge leeftijd veelal te verkrijgen is met voldoende gerichte training, maar meestal is het een eigenschap die soms al op zeer jonge leeftijd te merken is. Er bestaat ook een theorie, die ervan uitgaat dat alle mensen met een absoluut gehoor worden geboren. Gedurende het proces van taalverwerving zou deze eigenschap bij de meeste mensen echter verloren gaan. Aangezien mensen visueel kleuren kunnen onderscheiden (lichtfrequenties) zouden mensen evengoed auditief toonhoogten kunnen onderscheiden (geluidsfrequenties). Omdat de namen van kleuren veelal wel jong worden aangeleerd en de namen van toonhoogten niet, zou deze vaardigheid over het algemeen minder ontwikkeld zijn, en is er welhaast van nature een achterstand op gebied van toonbenoeming.
Een studie uit 2013 uitgevoerd door de universiteit van Chicago onderzocht of absoluut gehoor al dan niet bestaat. In de test zaten mensen die volgens de standaardtest een absoluut gehoor hadden. Zij werden onderworpen aan een test waarin een muziekstuk geleidelijk aan over enige minuten in toonhoogte licht daalde. Toen men vervolgens een ander stuk op de juiste toonhoogte te horen kreeg, waren een aantal respondenten van mening dat deze laatste tonen vals waren en de tonen in het eerst gehoorde stuk correct. In werkelijkheid was het omgekeerd. Het onderzoek toonde dus niet het al of niet bestaan van absoluut gehoor aan maar toonde aan dat absoluut gehoor niet gefixeerd is. Mensen met absoluut gehoor kunnen dus om de tuin geleid worden.